# Harpactea kulczynskii
Harpactea kulczynskii är en spindelart som beskrevs av Brignoli 1976. Harpactea kulczynskii ingår i släktet Harpactea och familjen ringögonspindlar.
Artens utbredningsområde är Grekland. Inga underarter finns listade i Catalogue of Life.